# Henry Green
Henry Green (vlastním jménem Henry Vincent Yorke; 29. října 1905 – 13. prosince 1973) byl anglický romanopisec. Mezi roky 1926 a 1952 uveřejnil devět románů, například Living (1929), Party Going (1939) a Loving (1945). Pocházel z bohaté podnikatelské rodiny, studoval univerzitu v Oxfordu, ale nezskal akademický titul. Je považován za představitele anglického modernismu v literatuře. 